# Kertészsziget
Kertészsziget é um município da Hungria, situado no condado de Békés. Tem 39,11 km² de área e sua população em 2015 foi estimada em 374 habitantes.